# Abakan
Abakan (oroszul: Абакан; hakasz nyelven: Ағбан) Hakaszföld fővárosa Oroszországban, Közép-Szibéria déli részén, a Jenyiszej partján.
Népessége 165 900 fő (2011. május 1.), itt él Hakaszföld lakosságának több mint 30%-a.

## Fekvés, éghajlat
A Minuszinszki-medence közepén, a Jenyiszej bal partján, az Abakan folyó torkolatánál fekszik. A Krasznojarszki vízerőműtől idáig ér fel a Jenyiszej visszaduzzasztásával kialakított Krasznojarszki-víztározó. A város legnagyobb része az Abakan folyó bal partján helyezkedik el. A jobb parton, a két folyó által közrezárt háromszögben csak két kisebb városrész van, mellettük a Jenyiszejen épült teherkikötő.
A Minuszinszki-medence éghajlata kontinentális, a tél nagyon hideg és száraz, a nyár forró. A levegő évi középhőmérséklete: -0,4 °C. A januári középhőmérséklet -15–21 °C, a júliusi 17–20 °C. A valaha mért legmagasabb hőmérséklet (árnyékban): 38 °C, a legalacsonyabb: -50–52 °C (1981-ben). A csapadék évi mennyisége 300–600 mm között változik. Abakannál a két folyó novemberben befagy, a tavaszi jégzajlás áprilisban, május elején kezdődik.

## Történeti áttekintés
A mai város területén már az első évezredben is voltak települések. Előkerültek egy 5. századi építmény maradványai, feltárták egy 8. században épült erőd romjait is. A mai város szélén régészek a Kr. e. 99. évre datált hun építmény (palota?) alapjaira bukkantak.
A szibériai orosz terjeszkedés részeként 1675-ben az Abakan folyó torkolatától északra erődöt építettek. Ez csak három-négy évig tartotta magát, mégis az 1675. évet tartják a település alapítási évének, 2010-ben ünnepelték Abakan fennállásának 325. évfordulóját.
Uszty-Abakanszkoje falu (jelentése: 'Abakani torkolat') az 1780-as években alakult ki. 1823-ban egy kisebb közigazgatási egység központja lett. Száz évvel később, 1923-ban létrehozták a hakasz nemzetiségi járást Uszty-Abakanszkoje székhellyel. 1925-ben a járást Hakasz Nemzetiségi Körzetté, majd 1930-ban Hakasz Autonóm Területté alakították; a székhely megmaradt, de neve 1925-ben Hakasszk, 1930-ban Abakan lett; 1931-ben városi jogokat kapott.
1914-ben elkezdődött az Acsinszk–(Abakan)–Minuszinszk vasútvonal megépítése, de csak a világháború után készült el. Uszty-Abakanszkoje szomszédságában vasútállomás épült (1925), körülötte település alakult ki. Ez lett Abakan új városrésze, mely fokozatosan összeépült a régi faluval. A mai város összesen kilenc korábbi települést foglal magába.
Miután a környéken sok új ásványi lelőhelyet tártak fel, az 1970-es években elkezdődött a szajani iparvidék (úgynevezett területi-termelés komplexum) kiépítése és ezzel együtt Abakan jelentős ipari központtá alakítása. A Szovjetunió szétesése után azonban ez a folyamat leállt. 1992-ben a korábbi autonóm területből Oroszország egyik tagköztársasága (Hakaszföld), Abakan pedig annak fővárosa lett.

## Gazdaság, közlekedés
A legnagyobb gépipari vállalat, a vagongyár 1977 óta működik a városban. Az Abakanvagonmas nagy teherbírású oldalfalas vagonokat és oldalfal nélküli, konténerszállításra alkalmas pőrekocsikat, nyitott teherkocsikat, valamint különféle konténereket készítenek. A másik jelentős gépipari vállalatot (Abakanszkij opitno-mehanyicseszkij zavod) 1958-ban alapították, itt elsősorban erdészeti munkagépeket, speciális munkákra tervezett lánctalpas és egyéb traktorokat állítanak elő.
A város gazdaságában jelentős a villamosenergia termelés (270 MW-os hőerőmű), a vasúti szállítás, a textilipar, a bútorgyártás, az építő- és az élelmiszeripar. Az 1992-ben alapított Mavr agráripari vállalat húskészítményei és -konzervei nem csak Hakaszföldön kedveltek, hanem Szibéria más déli körzeteibe is eljutnak.
A Szovjetunió felbomlása után megszűnt abakani acélöntöde telephelyein 2008-ban – napelemekhez használt félvezetők (szilícium) előállításához – vegyipari gyárat készültek létesíteni, de a környezetszennyezés elleni lakossági tiltakozás ezt végül megakadályozta.

### Közlekedés
Abakan jelentős közúti és vasúti csomópont, a város mellett közúti és vasúti híd vezet át a Jenyiszejen. A várost keresztezi a Krasznojarszkból Tuvába és a déli országhatárhoz vezető R257-es főút (korábban M54 jelű). Az Abakanból kiinduló A161 jelű autóút a tuvai Ak-Dovurak iparvárossal teremt összeköttetést.
Távolságok közúton:
- Minuszinszk – 22 km
- Szajanogorszk – 80 km
- Szajano-susenszkojei vízerőmű – 112 km
- Abaza (bányaváros) – 183 km
- Krasznojarszk – 408 km
- Kizil, Tuva fővárosa – 380 km
- Ak-Dovurak – 430 km

Az észak-déli irányú Acsinszk–Abakan–Minuszinszk vasútvonal az 1920-as években létesült. Ehhez csatlakoztatva, 1965-ben átadták a Transzszibériai vasútvonal és a Bajkál–Amur-vasútvonal elágazásáig, Tajsetig kiépített 647 km hosszú vasútvonalat. Később megépült a vasút Abakan–Novokuznyeck között (Aszkiz–Abaza elágazással), mely a kuznyecki iparvidékkel biztosítja a kapcsolatot.
A repülőtér a város északi határa mellett van, a városközponttal autóbusz- és trolibuszjárat köti össze. Az országban közlekedő összes repülőgéptípust képes fogadni. Abakanból közvetlen repülőjáratokkal érhető el Moszkván kívül többek között Vlagyivosztok, Norilszk, Barnaul és Krasznodar.
Abakanban a városi tömegközlekedés főként trolibuszokon bonyolódik.

## Kultúra, felsőoktatás
A Hakasz Állami Egyetemet 1994-ben, az ötven évvel korábban alapított pedagógiai főiskolára alapozva hozták létre. 2004-ben az egyetemnek 12 intézete, 4 kara és 61 tanszéke volt. A városban működik a Hakasz Műszaki Főiskola (a Szibériai Szövetségi Egyetem egyik fiók-intézménye), valamint a krasznojarszki és az irkutszki egyetem egy-egy fiókintézménye.
Abakannak két drámai színháza van: az orosz színház és a Hakasz Nemzetiségi Színház, utóbbi hakasz és orosz nyelven is tart előadásokat.
A Hakasz Helytörténeti Múzeumot 1931-ben alapították. Mintegy száztízezer, többségében régészeti és néprajzi témájú dokumentummal, tárggyal rendelkezik. Kiállításának különlegessége a Hakaszföldön ismert sziklarajzok, sztélék, kőlapok feliratainak másolatait bemutató gyűjtemény.